# ジャンティイ原子力発電所
ジャンティイ原子力発電所 (仏: Centrale nucléaire de Gentilly 、英: Gentilly Nuclear Generating Station、仏翻字: ジャンティイげんしりょくはつでんしょ、英翻字: ジェンティリー 〜) は、かつて運転していたカナダの原子力発電所である。所在地はモントリオールから北東に100kmほど離れたケベック州ベカンクールのセントローレンス川南岸にある。
ジャンティイ原子力発電所はケベック州で唯一の原子力発電所で、2基の原子炉が設置されていた。ジャンティイ 1号機は出力250MWの沸騰水型CANDU炉の原型炉で、技術的な問題から1977年に停止された。ジャンティイ 2号機は出力675MWのCANDU炉で、国有公益事業のイドロ・ケベックが1983年から2012年の間 商業運転を行っていた。 
ジャンティイ原子力発電所は1966年から1983年にかけて建設された。当時はケベック州内に30～35基の原子炉を設置する計画であった。3番目の原子炉であるジャンティイ3号機は1970年代後半に電力需要の落ち込みを受けて計画がキャンセルされた。
2012年10月に、経済的な理由によりジャンティイ2号機の改修を行わずに廃炉とすることが決定された。廃炉の完了には約50年かかるとみられている。同年12月には原子炉が停止され、廃炉措置が開始された。

## ジャンティイ1号機
ジャンティイ1号機は沸騰水型CANDU炉の原型炉で、重水減速沸騰軽水冷却炉(SGHWR)に基づいて電気出力250MWeが得られるよう設計されていた。この炉は他のCANDU炉とは異なるユニークな設計、例えば垂直方向に配置された圧力管（これにより、炉心下部に設置した1台の燃料交換機で燃料が交換できた）や軽水冷却材が採用されていた。これによりコスト低減と設備の簡素化を図り、再び輸出できるようにすることを目指していた。しかし、この設計はうまくいかず、7年近い期間の間にわずか180日しか運転できなかったため、1977年に運転終了となった。

## ジャンティイ2号機
ジャンティイ2号機はポイント・ルプロー原子力発電所と同様の標準的なCANDU-6型炉であった。CANDU-6型炉は非常に成功した炉型で、韓国、アルゼンチン、ルーマニア、中国にも輸出された。電気出力675MWeで、ジャンティイ 1号機とは異なり、1982年の運転開始から良好な運転成績を収め、累積設備利用率は76.4%に達した。2008年8月19日にはケベック州政府がジャンティイ2号機を2040年まで運転可能にするため、19億カナダドルを投じてオーバーホールすると発表した。しかし、原子炉の改修は2012年10月3日にイドロ・ケベックのCEO、ティエリー・ヴァンダルが経済上の理由によりジャンティイ2号機の運転を2012年12月28日午後10:30をもって終了し、廃炉にすると発表したことにより、一転して取りやめとなった。その時点で、廃炉措置には50年以上かかり、費用は18億カナダドルに上るとみられるとされた。選挙公約に従い、新たにケベック州首相となったポーリーン・マロイスは運転停止と廃炉を指示した。
ジャンティイには出力411MWのベカンクール火力発電所（ガスタービン火力）も併設されており、1992年から1993年にかけて運用に入っている。

## ジャンティイ3号機
ジャンティイ3号機は建設が計画されていたもののケベック州首相のルネ・レヴェックにより中止された。ケベック党(PQ)が発行した白書では、「将来のケベックの電力需要は水力発電で賄うことができ、ジャンティイ3号機は不要である」とされていた。選挙によりケベック党政権が成立すると、原子力発電所の建設猶予措置がとられることになった。ジャンティイ3号機は1990年までに完工することをイドロ・ケベックならびにケベック州政府が確約しており、また、ケベック州政府が4基のCANDU炉を建設するのに十分な量の重水を1982年に開業予定のトロワリヴィエール近郊のラ・プラード重水工場から購入する約束になっていたにもかかわらず、である。